# Governacions del Bàltic
Les Governacions del Bàltic (en rus: Прибалтийские губернии), al principi les Governacions d'Ostsee (alemany: Ostseegouvernements alemany: Ostseegouvernemrus: Прибалтийские губернииts, en rus: Остзейские губернии) és el nom col·lectiu de les unitats administratives de l'Imperi rus als territoris del Ducat d'Estònia, la Livònia Sueca (1721) i, posteriorment, el Ducat de Curlàndia (1795).
El Tractat de Vilnius de 1561 incloïa el Privilegium Sigismundi Augusti a través del qual Segimon II August garantia als estats livonians diversos privilegis, entre ells la llibertat religiosa pel que fa a les Confessions d'Augsburg, l'Indigenat (en polonès: Indygenat), i la continuació de la jurisdicció i administració tradicional germana. Els termes relacionats a la llibertat religiosa prohibien qualsevol regulació de la tradicional ordre protestant per part d'autoritats religioses o seculars, i va determinar que els casos en què hagin desacords siguin jutjats solament per acadèmics protestants. Quan en 1710 Estònia i Livònia van capitular a Rússia durant la Gran Guerra del Nord, les capitulacions feien referència explícita al Privilegium Sigismundi Augusti, amb la respectiva referència sent confirmada en el Tractat de Nystad (1721).
Els dominis de l'Estònia Sueca (en el que avui dia és el nord d'Estònia) i la Livònia Sueca (en el que avui dia és el sud d'Estònia i el nord de Letònia) es van convertir en les governacions de Reval i Riga, quan van ser conquistats per Rússia durant la Gran Guerra del Nord, i després cedits a Suècia en el Tractat de Nystad en 1721. En particular, tant la Governació de Reval i la Governació de Riga van ser subdividides cadascuna en una sola província: la província d'Estònia i la província de Livònia, respectivament. En el període de l'anomenada Regència, entre 1783 i 1796, es va crear l'Oficina del Regenti (més endavant el Governador General) a Riga. Consistia en dues subdivisions que bregaven amb assumptes locals i russos.
Després d'una reforma administrativa en 1796, la Governació de Reval va ser reanomenada com Governació d'Estlàndia (en rus: Эстляндская губерния), i la Governació de Riga va ser reanomenada com a Governació de Livònia (en rus: Лифляндская губерния). La província bàltica de Curlàndia va ser annexada per l'Imperi rus després de la tercera partició de la República de les Dues Nacions en 1795.
El Governador General del Bàltic (en rus: Прибалтийский генерал-губернатор) era el representant de l'Emperador de Rússia a les províncies de Livlàndia, Estlàndia i Curlàndia. Era designat per l'emperador i se sotmetia a aquest últim igual que al senat. Les seves obligacions eren regulades per lleis i instruccions de les autoritats centrals. Des del principi del segle xix va actuar com a intermediari entre els ministeris a Sant Petersburg i l'administració de les Governacions del Bàltic en el lloc.
El Governador General, la més alta autoritat local militar i executiva, estava a càrrec de l'ordre intern a les províncies i havia de cuidar de la seva seguretat en general. Estava a càrrec del reclutament de tropes i de vigilar les guarnicions i fortificacions. Igual que les guberniyas del Gran Ducat Finlàndia, les Governacions del Bàltic no eren subjectes a les lleis civils i administratives comunes de l'Imperi rus, però no comptaven amb un sistema monetari, fiscal o de passaports propi. Igual que les guberniyas del Regne de Polònia van ser considerades com una entitat integral i la llei russa els proporcionava la preservació de les autoritats locals. En el Bàltic aquestes eren cridades Landtags. La legislació especial que fixava les regles per a l'administració municipal i l'emprenedoria segons les tradicions locals, igual que els privilegis per a la noblesa local del Bàltic eren coneguts sota el nom col·lectiu de Dret Ostsee (en rus: Остзейское право).
A partir de finals del segle 18 fins a 1917 els noms i territoris de la Governació de Curlàndia,(en alemany: Kurländisches Gouvernement, alemany: Livländisches Gouvernement rus: Курляндская губерния) la Governació de Livlandia (rus: Лифляндская губерния alemany: Livländisches Gouvernemalemany: Kurländisches Gouvernementt, en rus: Лифляндская губерния) i la Governació d'Estlàndia (en alemany: Estländisches Gouvernement, en rus: Эстляндская губерния) es van mantenir iguals; la Revolució de Febrer de 1917 va ser seguida per una redistribució interna de les terres letones i estonianes entre els dos últims. La Revolució d'Octubre de 1917 i el Tractat de Brest-Litovsk de 1918 van crear els prerequisits per a la declaració d'independència de Rússia d'aquestes governacions com els estats independents d'Estònia i Letònia.

## Llista de governadors generals
- Aleksandr Danilovich Menshikov (1710–1719) com a governador general d'Ingria
- Fyodor Apraksin (1719–1728)
- Friedrich Baron von Löwen (1728–1736)
- Platon Ivanovich Musin-Pushkin (1736)
- Gustaf Otto Douglas (1736–1740)
- Ulrich Frédéric Woldemar, Comte de Lowendal (1740–1743)
- Pere August de Schleswig-Holstein-Sonderburg-Beck (1743–1753, 1758–1775)
- Vladimir Petrovich Dolgorukiy (1753–1758)
- George Browne (1775–1792)
- Nicholas Repnin (1792–1798)
- Ludwig von Nagel (1798–1800)
- Peter Ludwig von der Pahlen (1800–1801)
- Sergei Fyodorovich Golitsyn (1801–1803)
- Federico de Buxhoeveden (1803–1808)
- Jorge de Oldemburgo (1808–1809)
- Berend Johann von Uexküll (1809–1811, 1816–1818)
- Augusto de Oldemburgo (1811–1816)
- Philip Osipovich Paulucci (1818–1829)
- Carl Magnus von der Pahlen (1829–1845)
- Yevgeny Golovin (1845–1847)
- Alexander Arkadyevich Suvorov (1848–1861)
- Wilhelm Heinrich von Lieven (1861–1864)
- Pyotr Andreyevich Shuvalov (1864–1866)
- Eduard Baranov (1866)
- Peter Albedinskiy (1866–1870)
- Peter Bagrationi (1870–1876)